# ديك هارت
ديك هارت هو مبرمج كندي، ولد في 28 مايو 1963.